# Concerto pour deux pianos et orchestre de Bruch
Pour les articles homonymes, voir Concerto pour deux pianos.
Le Concerto pour deux pianos et orchestre, op. 88a, a été écrit par Max Bruch en 1912. Il possède 4 mouvements et est écrit dans la tonalité peu courante de la bémol mineur. Il dure environ 25 minutes.
Bruch n'a pas composé une pièce entièrement nouvelle, mais a utilisé la musique écrite pour sa Suite nº 3 pour orgue et orchestre (aussi appelée Suite Orchestrale nº 3),,. On a affirmé que l'œuvre est basée sur le Concerto pour clarinette, alto et orchestre, op. 88, mais sur le plan thématique, ces deux concertos ne semblent n'avoir que peu ou pas du tout de matériel en commun, et cette parenté supposée est probablement basée sur le fait que les numéros d'opus des deux œuvres sont similaires.
La Suite utilise des mélodies que Bruch a entendues le Vendredi saint 1904, alors qu'il était en convalescence à Capri,,, et ces mélodies apparaissent dans ce concerto.

## Mouvements
Les mouvements sont :
- I. Andante sostenuto
- II. Andante con moto - Allegro molto vivace
- III. Adagio ma non troppo
- IV. Andante – Allegro.

## Histoire
En 1911, Bruch a écouté jouer le duo de pianistes américaines, les sœurs Rose et Ottilie Sutro, dans leur interprétation de la Fantaisie en ré mineur pour 2 pianos, Op. 11, et il a été si agréablement impressionné qu'il a accepté de leur écrire un double concerto. Bruch a donné aux sœurs Sutro les droits exclusifs pour l'exécution sur la scène de l'œuvre. Sans la permission de Bruch, elles ont modifié le concerto pour mettre en valeur leur technique pianistique, posé un copyright sur leur version auprès de la Bibliothèque du Congrès en 1916. Elles ont créé cette version modifiée avec l'Orchestre de Philadelphie dirigé par Leopold Stokowski le 29 décembre 1916. En 1917 elles ont joué une  version encore révisée de l'œuvre, avec un nombre de mouvements réduit à trois, avec l'Orchestre philharmonique de New York dirigé par Josef Stránský.  Bruch a lui-même conduit une exécution privée du concerto avec les sœurs Sutro à Berlin, mais la seule permission qu'il leur a donnée, était de le jouer uniquement aux États-Unis (selon les sources, il n'est pas très clair de savoir quelle version était autorisée; apparemment il savait que les Sutro avaient fait des révisions, mais on ne sait pas dans quelle mesure).
Les Sutro n'ont plus jamais joué le concerto après la seconde exécution. Elles n'ont jamais joué la version originale de Bruch. Mais elles ont continué à apporter des modifications à leur version, dont le nombre s'élève à des milliers de changements, la dernière étant faite par Ottilie à une date aussi tardive que 1961 (Rose étant morte en 1957). Ottilie est morte en septembre 1970, à l'âge de 98 ans. Certaines de ses partitions, divers manuscrits et des coupures de journaux ont été vendus aux enchères en janvier 1971. Le pianiste Nathan Twining acheté une boîte de papiers non identifiés pour 11 $, et elle s'est avérée contenir la partition autographe du concerto de Bruch, une œuvre inconnue de lui. Les parties orchestrales pour la version originale ont été achetées par d'autres personnes lors des mêmes enchères, et Twining a réussi à les retrouver et à les racheter,. Lui puis Martin Berkofsky ont reconstruit la version originale de Bruch, et il l'a enregistrée pour la première fois en novembre 1973, avec l'Orchestre symphonique de Londres sous la direction d'Antal Doráti.
Le concerto a aussi été arrangé pour trois pianos, par Wilhelm Brückner-Rüggeberg.
Les pianistes Katia et Marielle Labèque Dans une interview donné à l'occasion d'un concert avec l'Orchestre philharmonique de Berlin, Katia a critiqué l'argument des sœurs Sutro sur la "mise en valeur de leur technique pianistique" en jugeant plutôt que la pièce "était sans doute trop difficile pour elles et que l'œuvre aurait nécessité de travailler avec Bruch sur l'équilibre entre les solistes et l'orchestre et les dynamiques." 
La reconnaissance de l'existence du concerto a une histoire qui lui est propre. Il est présent dans la 5e édition (1954) du Grove Dictionary, comme op. 88, mais il ne figurait pas du tout dans le New Grove en 1980. Il est référencé maintenant avec le numéro op. 88a.

## Enregistrements
- Güher et Süher Pekinel, avec l'Orchestre Philharmonia sous la direction de Sir Neville Marriner
- Martin Berkofsky et David Hagan, avec le Konzerthausorchester Berlin sous la direction de Lutz Herbig
- Marielle et Katia Labèque, avec le Philharmonia sous la direction de Semyon Bychkov
- Robert Cowan et Joan Yarborough, avec le Orchestre philharmonique royal sous la direction de Paul Freeman[10].